# 阿纳斯塔西娅·布利兹纽克
阿纳斯塔西娅·伊利尼奇娜·布利兹纽克（俄语：Анастасия Ильинична Близнюк，1994年6月28日—），俄罗斯艺术体操运动员，2012年夏季奥运会、2016年夏季奥运会团体全能金牌得主、2020年夏季奥运会团体全能银牌得主，自2022年底起担任中国国家队的团体全能项目教练, 成功帶領中國女子藝術體操隊奪得2024年夏季奥运会團體全能金牌。